# Łętowo (Mazovie)
Pour les articles homonymes, voir Łętowo.
Łętowo (prononciation : [wɛnˈtɔvɔ]) est un village polonais de la gmina de Bodzanów dans le powiat de Płock de la voïvodie de Mazovie dans le centre-est de la Pologne.
Il se situe à environ 5 km au nord-est de Bodzanów (siège de la gmina), 25 km à l'est de Płock (siège du powiat) et à 73 km au nord-ouest de Varsovie (capitale de la Pologne).

## Histoire
De 1975 à 1998, le village appartenait administrativement à la voïvodie de Płock.